# Sin-le-Noble
Sin-le-Noble – miejscowość i gmina we Francji, w regionie Hauts-de-France, w departamencie Nord.
Według danych na rok 1990 gminę zamieszkiwały 16 472 osoby, a gęstość zaludnienia wynosiła 1429 osób/km² (wśród 1549 gmin regionu Nord-Pas-de-Calais Sin-le-Noble plasuje się na 40. miejscu pod względem liczby ludności, natomiast pod względem powierzchni na miejscu 247.).

## Miasta partnerskie
- Święta Katarzyna, Polska